# Parafia Najświętszego Serca Jezusowego w Lichwinie
Parafia Najświętszego Serca Jezusowego w Lichwinie – parafia rzymskokatolicka, znajdująca się w diecezji tarnowskiej, w dekanacie Tuchów.